# Aqigssiaq
Aqigssiaq is een Groenlandse voetbalclub uit Maniitsoq.

## Resultaten

### Voetbal
- Coca Cola GM

1992

### Handbal
- Nationale competitie

1986